# Glossotrophia perrufa
Glossotrophia perrufa là một loài bướm đêm trong họ Geometridae.